# Ricardo Gascón i Ferré
Ricardo Gascón i Ferré (19 de març de 1910, Barcelona - 1988, Barcelona) fou un guionista i director de cinema nascut a Barcelona. Gascón va destacar per les comèdies policials que va dirigir.

## Biografia
Gascón començà en el cinema com a extra l'any 1931. Més tard s'inicia en el cinema amateur i la crítica cinematogràfica. En finalitzar la Guerra Civil Espanyola va seguir treballant com a periodista cinematogràfic i al mateix temps ho feia com a ajudant de director. En 1945 va dirigir la seva primera pel·lícula, titulada Un ladrón de guante blanco, amb el seu propi guió, i a partir d'aquest moment va continuar lligat al cinema com a guionista i director. El Franquisme va considerar les cintes de Gascón d'alt interès per a la propaganda de l'estat. El 1959 va aturar la seva activitat i va marxar a l'Argentina. L'any 1981 tornà a Barcelona. Nou anys més tard va morir.

## Filmografia

### Director
- Su majestad la risa (1981)
- El aventurero (1957) (codir. Kenneth Hume)
- Atacando el peligro (1957)
- Pleito de sangre (1955)
- Los agentes del quinto grupo (1954)
- Misión extravagante (1953)
- El final de una leyenda (1950)
- El correo del rey (1950)
- La niña de Luzmela (1949)
- El hijo de la noche (1949)
- Don Juan de Serrallonga (1948)
- Ha entrado un ladrón (1948)
- Conflicto inesperado (1947)
- Cuando los ángeles duermen (1946)
- Un ladrón de guante blanco (1945)

### Guionista
- Su majestad la risa (1981)
- El aventurero (1957)
- Atacando el peligro (1957)
- Pleito de sangre (1955)
- Los agentes del quinto grupo (1954)
- Misión extravagante (1953)
- El final de una leyenda (1950)
- El correo del rey (1950)
- La niña de Luzmela (1949)
- El hijo de la noche (1949)
- Don Juan de Serrallonga (1948)
- Ha entrado un ladrón (1948)
- Conflicto inesperado (1947)
- Cuando los ángeles duermen (1946)
- Un ladrón de guante blanco (1945)

### Ajudant de direcció
- Ángela es así (1945)
- Un enredo de familia (1943)
- Boda accidentada (1943)
- Alma de Dios (1941)
- Usted tiene ojos de mujer fatal (1939)
- Nosotros somos así (1936)

### Actor
- La noche del cine español 1 episodio de TV (22-4-1985)

### Productor
- Misión extravagante (1954)